# Sporgeln (Kirchspiel Domnau)
Sporgeln ist der Name eines untergegangenen Ortes in der russischen Oblast Kaliningrad (Gebiet Königsberg (Preußen)). Ein russischer Name ist nicht bekannt. Die Ortsstelle liegt im Gebiet des Munizipalkreises Rajon Prawdinsk (Stadtkreis Friedland).

## Geographische Lage
Die Ortsstelle Sporgelns liegt östlich des Flüsschens Zaprudnaja (deutsch Schwöne) in der südlichen Mitte der Oblast Kaliningrad, zehn Kilometer westlich der früheren Kreisstadt (bis 1927) und heutigen Rajonshauptstadt Friedland (russisch Prawdinsk) bzw. 22 Kilometer nördlich der Kreisstadt (1927 bis 1945 und ab 1945) Bartenstein (heute polnisch Bartoszyce).

## Geschichte
Im Jahre 1414 wurde Sporgeln als Spurien erstmals urkundlich erwähnt. Es handelte sich um ein Vorwerk, das später zur Landgemeinde wurde und als solche im Jahre 1874 in den neu errichteten Amtsbezirk Schloss Domnau (russisch Domnowo) im ostpreußischen Kreis Friedland eingegliedert wurde.
Am 14. November 1895 verlor Sporgeln seine Eigenständigkeit und wurde in den Gutsbezirk Woopen eingegliedert. Der Gutsbezirk Woopen nun aber schloss sich am 30. September 1928 mit dem Gutsbezirk Groß Klitten (russisch Tscherjomuchowo) zur Landgemeinde Groß Klitten zusammen. Diese wiederum kam am 4. Mai 1930 zum gleichnamigen Amtsbezirk, nach dem der Amtsbezirk Schloss Domnau den Namen „Groß Klitten“ erhalten hatte.
In Kriegsfolge kam 1945 das gesamte nördliche Ostpreußen zur Sowjetunion, die es der Oblast Kaliningrad zuordnete. Für Sporgeln lässt sich kein russischer Name ausmachen, wohl weil der Ort nicht wieder oder kaum besiedelt worden ist. Er gilt heute als Wüstung. Die Ortsstelle gehört heute zum russischen Rajon Prawdinsk (Stadtkreis Friedland).

## Religion
Christentum
Bis 1945 war Sporgeln in die evangelische Kirche Domnau (russisch Domnowo) in der Kirchenprovinz Ostpreußen der Kirche der Altpreußischen Union, außerdem in die römisch-katholischen Kirche Tapiau (russisch Gwardeisk) eingepfarrt.

## Verkehr
Die kaum noch wahrnehmbare Ortsstelle von Sporgeln bildet den Endpunkt einer Nebenstraße, die bei Roschtschino (deutsch Georgenau) von der kommunalen Straße 27K-133 in westlicher Richtung abzweigt.